# 天葵
天葵（学名：Semiaquilegia adoxoides）为毛茛科天葵属下的一个种。

## 延伸阅读
[在维基数据编辑]
 《植物名實圖考·天葵》，出自吳其濬《植物名實圖考》

## 外部連結
- 天葵 （页面存档备份，存于） 藥用植物圖像數據庫 (香港浸會大學中醫藥學院) （中文）（英文）
- 天葵子 中藥材圖像數據庫  (香港浸會大學中醫藥學院) （中文）（英文）